# Ḩoseynābād (ort i Hamadan, lat 34,16, long 48,27)
Ḩoseynābād (persiska: حُسِين آباد, حُسِين آباد گيان, حسین آباد) är en ort i Iran.   Den ligger i provinsen Hamadan, i den nordvästra delen av landet, 300 km sydväst om huvudstaden Teheran. Ḩoseynābād ligger 1 637 meter över havet och antalet invånare är 728.
Terrängen runt Ḩoseynābād är varierad.Runt Ḩoseynābād är det ganska tätbefolkat, med 124 invånare per kvadratkilometer. Närmaste större samhälle är Nahāvand, 10,5 km öster om Ḩoseynābād. Trakten runt Ḩoseynābād består till största delen av jordbruksmark.